# .bh
bh. هو امتداد خاص بالعناوين الإلكترونية (نطاق إنترنت) للمواقع التي تنتمي إلى مملكة البحرين، والمسؤولة عنه بتلكو. دشن النطاق عام 1994.

## وصلات خارجية
- INET
- معلومات عن النطاق من IANA